# Rhein-Hunsrück-Kreis
Rhein-Hunsrück-Kreis is een landkreis in de Duitse deelstaat Rijnland-Palts. Het heeft een oppervlakte van 990,7 km² en een inwoneraantal van 103.401. Kreisstadt is Simmern/Hunsrück.

## Steden en gemeenten
De volgende steden en gemeenten liggen in het landkreis (Inwoners op 30 juni 2005):
Verbandsfreie Gemeente/Stad
- 1. Boppard, Stad (16.372)

Verbandsgemeinden
(* = Zetel Verbandsgemeinde)
- 1. Verbandsgemeinde Emmelshausen

1. Badenhard (152)
2. Beulich (524)
3. Bickenbach (340)
4. Birkheim (143)
5. Dörth (526)
6. Emmelshausen * (4.875)
7. Gondershausen (1.277)
8. Halsenbach (1.311)
9. Hausbay (202)
10. Hungenroth (247)
11. Karbach (561)
12. Kratzenburg (380)
13. Leiningen (791)
14. Lingerhahn (485)
15. Maisborn (132)
16. Mermuth (300)
17. Morshausen (384)
18. Mühlpfad (68)
19. Ney (382)
20. Niedert (138)
21. Norath (444)
22. Pfalzfeld (597)
23. Schwall (327)
24. Thörlingen (142)
25. Utzenhain (131)

- 2. Verbandsgemeinde Kastellaun

1. Alterkülz (449)
2. Bell (Hunsrück) (1.502)
3. Beltheim (2.045)
4. Braunshorn (610)
5. Buch (947)
6. Dommershausen (1.171)
7. Gödenroth (480)
8. Hasselbach (191)
9. Hollnich (278)
10. Kastellaun, Stad * (5.259)
11. Korweiler (91)
12. Lahr (195)
13. Mastershausen (1.151)
14. Michelbach (179)
15. Mörsdorf (694)
16. Roth (244)
17. Spesenroth (168)
18. Uhler (402)
19. Zilshausen (326)

- 3. Verbandsgemeinde Kirchberg

1. Bärenbach (465)
2. Belg (141)
3. Büchenbeuren (1.662)
4. Dickenschied (746)
5. Dill (215)
6. Dillendorf (617)
7. Gehlweiler (251)
8. Gemünden (1.313)
9. Hahn (168)
10. Hecken (130)
11. Heinzenbach (420)
12. Henau (178)
13. Hirschfeld (Hunsrück) (345)
14. Kappel (506)
15. Kirchberg (Hunsrück), Stad * (3.803)
16. Kludenbach (106)
17. Laufersweiler (850)
18. Lautzenhausen (389)
19. Lindenschied (211)
20. Maitzborn (141)
21. Metzenhausen (135)
22. Nieder Kostenz (225)
23. Niedersohren (447)
24. Niederweiler (422)
25. Ober Kostenz (283)
26. Raversbeuren (159)
27. Reckerhausen (373)
28. Rödelhausen (174)
29. Rödern (213)
30. Rohrbach (209)
31. Schlierschied (194)
32. Schwarzen (155)
33. Sohren (3.460)
34. Sohrschied (102)
35. Todenroth (86)
36. Unzenberg (434)
37. Wahlenau (236)
38. Womrath (227)
39. Woppenroth (292)
40. Würrich (164)

- 4. Verbandsgemeinde Rheinböllen

1. Argenthal (1.641)
2. Benzweiler (213)
3. Dichtelbach (690)
4. Ellern (Hunsrück) (865)
5. Erbach (241)
6. Kisselbach (590)
7. Liebshausen (521)
8. Mörschbach (369)
9. Rheinböllen * (4.078)
10. Riesweiler (727)
11. Schnorbach (232)
12. Steinbach (Hunsrück) (121)

- 5. Verbandsgemeinde Sankt Goar-Oberwesel

1. Damscheid (682)
2. Laudert (423)
3. Niederburg (712)
4. Oberwesel, Stad * (3.508)
5. Perscheid (393)
6. Sankt Goar, Stad (3.024)
7. Urbar (807)
8. Wiebelsheim (495)

- 6. Verbandsgemeinde Simmern

1. Altweidelbach (252)
2. Belgweiler (219)
3. Bergenhausen (132)
4. Biebern (351)
5. Bubach (286)
6. Budenbach (182)
7. Fronhofen (207)
8. Holzbach (558)
9. Horn (356)
10. Keidelheim (302)
11. Klosterkumbd (276)
12. Külz (492)
13. Kümbdchen (494)
14. Laubach (469)
15. Mengerschied (800)
16. Mutterschied (508)
17. Nannhausen (521)
18. Neuerkirch (304)
19. Niederkumbd (303)
20. Ohlweiler (331)
21. Oppertshausen (127)
22. Pleizenhausen (270)
23. Ravengiersburg (508)
24. Rayerschied (110)
25. Reich (Hunsrück) (372)
26. Riegenroth (197)
27. Sargenroth (495)
28. Schönborn (266)
29. Simmern/Hunsrück, Stad * (7.844)
30. Tiefenbach (792)
31. Wahlbach (154)
32. Wüschheim (321)

Alterkülz ·
Altweidelbach ·
Argenthal ·
Badenhard ·
Bärenbach ·
Belg ·
Belgweiler ·
Bell (Hunsrück) ·
Beltheim ·
Benzweiler ·
Bergenhausen ·
Beulich ·
Bickenbach ·
Biebern ·
Birkheim ·
Boppard ·
Braunshorn ·
Bubach ·
Buch ·
Büchenbeuren ·
Budenbach ·
Damscheid ·
Dichtelbach ·
Dickenschied ·
Dill ·
Dillendorf ·
Dommershausen ·
Dörth ·
Ellern ·
Emmelshausen ·
Erbach ·
Fronhofen ·
Gehlweiler ·
Gemünden ·
Gödenroth ·
Gondershausen ·
Hahn ·
Halsenbach ·
Hasselbach ·
Hausbay ·
Hecken ·
Heinzenbach ·
Henau ·
Hirschfeld ·
Hollnich ·
Holzbach ·
Horn ·
Hungenroth ·
Kappel ·
Karbach ·
Kastellaun ·
Keidelheim ·
Kirchberg ·
Kisselbach ·
Klosterkumbd ·
Kludenbach ·
Korweiler ·
Kratzenburg ·
Külz ·
Kümbdchen ·
Lahr ·
Laubach ·
Laudert ·
Laufersweiler ·
Lautzenhausen ·
Leiningen ·
Liebshausen ·
Lindenschied ·
Lingerhahn ·
Maisborn ·
Maitzborn ·
Mastershausen ·
Mengerschied ·
Mermuth ·
Metzenhausen ·
Michelbach ·
Mörschbach ·
Mörsdorf ·
Morshausen ·
Mühlpfad ·
Mutterschied ·
Nannhausen ·
Neuerkirch ·
Ney ·
Nieder Kostenz ·
Niederburg ·
Niederkumbd ·
Niedersohren ·
Niedert ·
Niederweiler ·
Norath ·
Ober Kostenz ·
Oberwesel ·
Ohlweiler ·
Oppertshausen ·
Perscheid ·
Pfalzfeld ·
Pleizenhausen ·
Ravengiersburg ·
Raversbeuren ·
Rayerschied ·
Reckershausen ·
Reich ·
Rheinböllen ·
Riegenroth ·
Riesweiler ·
Rödelhausen ·
Rödern ·
Rohrbach ·
Roth ·
Sankt Goar ·
Sargenroth ·
Schlierschied ·
Schnorbach ·
Schönborn ·
Schwall ·
Schwarzen ·
Simmern/Hunsrück ·
Sohren ·
Sohrschied ·
Spesenroth ·
Steinbach ·
Thörlingen ·
Tiefenbach ·
Todenroth ·
Uhler ·
Unzenberg ·
Urbar ·
Utzenhain ·
Wahlbach ·
Wahlenau ·
Wiebelsheim ·
Womrath ·
Woppenroth ·
Würrich ·
Wüschheim ·
Zilshausen